# Aleix García (calciatore)
Aleix García Serrano, meglio noto come Aleix García (Ulldecona, 28 giugno 1997), è un calciatore spagnolo, centrocampista del Bayer Leverkusen.

## Caratteristiche tecniche
È un regista, ambidestro è dotato di una buona tecnica individuale, abile nei dribbling e sui calci piazzati, grazie alla sua duttilità tattica, può giocare occasionalmente anche da trequartista, o come interno di centrocampo.

## Carriera

### Club

#### Villarreal e Manchester City
Aleix García ha iniziato la sua carriera calcistica all'età di otto anni entrando a far parte del settore giovanile del Villarreal. Il 26 aprile 2014 a soli 16 anni, gioca con il Villarreal Club de Fútbol B club di Segunda División. Nello stesso periodo milita anche nel Villarreal C, dove disputa 27 presenze e quattro reti. Il 23 maggio 2015, fa il suo esordio in prima squadra con il Villarreal sostituendo al 78º di gioco Antonio Rukavina.
Viene poi successivamente acquistato il 27 agosto dello stesso anno dal Manchester City dove entra a far parte della squadra delle riserve. Viene poi convocato nel febbraio 2016 in prima squadra, dal commissario tecnico Manuel Pellegrini, per le partite di Premier League contro Leicester e Tottenham, nelle quali rimane in panchina senza mai giocare. Il 21 febbraio 2016 debutta ufficialmente, giocando da titolare in una partita di FA Cup valida per il 5º turno, giocata contro il Chelsea, gara poi persa dai Citizens per 5-1.
Nella stagione 2016-2017 con l'avvento di Pep Guardiola entra a far parte nella rosa del Manchester City, dove il 17 settembre 2016, fa il suo esordio in Premier League al 75º, subentrando al posto di Kevin De Bruyne nella partita casalinga vinta 4-0 contro il Bournemouth. Il 21 settembre seguente, gioca per la prima volta da titolare contro lo Swansea City in una sfida di Football League Cup segnando anche una rete, nel 2-1 dei Citizens.
Il 1º agosto 2017 viene ceduto in prestito al Girona, società neo-promossa nella massima serie spagnola; il 19 aprile 2018 segna su calcio piazzato la sua prima rete in Liga, nella partita vinta per 2-1 in trasferta contro l'Alavés.
Nell'estate 2018 viene confermato per un'altra stagione in prestito al Girona.
Il 2 settembre 2019 viene girato in prestito secco ai belgi del Royal Excel Mouscron.
Il 5 ottobre 2020 viene ceduto alla Dinamo Bucarest.
Il 18 gennaio 2021 viene prelevato dall'Eibar. Il 1º luglio seguente non estende il proprio contratto con il club.
Il 23 luglio 2021 fa ritorno al Girona. Nella stagione 2023-2024 è tra i protagonisti della straordinaria stagione dei catalani, che finiscono terzi in classifica, qualificandosi alla UEFA Champions League.
Il 13 giugno 2024 viene ufficializzato il suo trasferimento al Bayer Leverkusen campione di Germania per 20 milioni di euro.

### Nazionale
Ha fatto tutta la trafila delle nazionali giovanili spagnole. Il 27 marzo del 2018 ha esordito nella nazionale Under-21 spagnola giocando come titolare per tutti e 90 i minuti, nella partita valida alla qualificazione agli Europei del 2019, vinta per 3-1 in casa dalle furie rosse contro l'Estonia.
Il 10 novembre 2023 viene convocato per la prima volta in nazionale maggiore; contestualmente diviene il primo calciatore militante del Girona essere convocato dalla massima selezione iberica, con cui esordisce 6 giorni dopo nel successo per 1-3 in casa di Cipro.

## Statistiche

### Presenze e reti nei club
Statistiche aggiornate al 5 giugno 2024.
| Stagione               | Squadra                | Campionato             | Campionato | Campionato | Coppe nazionali | Coppe nazionali | Coppe nazionali | Coppe continentali | Coppe continentali | Coppe continentali | Altre coppe | Altre coppe | Altre coppe | Totale | Totale |
| Stagione               | Squadra                | Comp                   | Pres       | Reti       | Comp            | Pres            | Reti            | Comp               | Pres               | Reti               | Comp        | Pres        | Reti        | Pres   | Reti   |
| ---------------------- | ---------------------- | ---------------------- | ---------- | ---------- | --------------- | --------------- | --------------- | ------------------ | ------------------ | ------------------ | ----------- | ----------- | ----------- | ------ | ------ |
| 2013-2014              | Villarreal B           | SD                     | 3          | 0          | -               | -               | -               | -                  | -                  | -                  | -           | -           | -           | 3      | 0      |
| 2014-2015              | Villarreal B           | SD                     | 7          | 0          | -               | -               | -               | -                  | -                  | -                  | -           | -           | -           | 7      | 0      |
| Totale Villarreal B    | Totale Villarreal B    | Totale Villarreal B    | 10         | 0          |                 | -               | -               |                    | -                  | -                  |             | -           | -           | 10     | 0      |
| 2014-2015              | Villarreal             | PD                     | 1          | 0          | CR              | 0               | 0               | UEL                | 0                  | 0                  | -           | -           | -           | 1      | 0      |
| 2015-2016              | Manchester City        | PL                     | 0          | 0          | FACup+CdL       | 1+0             | 0               | UCL                | 0                  | 0                  | -           | -           | -           | 1      | 0      |
| 2016-2017              | Manchester City        | PL                     | 4          | 0          | FACup+CdL       | 2+2             | 0+1             | UCL                | 0                  | 0                  | -           | -           | -           | 8      | 1      |
| Totale Manchester City | Totale Manchester City | Totale Manchester City | 4          | 0          |                 | 5               | 1               |                    | 0                  | 0                  |             | -           | -           | 9      | 1      |
| 2017-2018              | Girona                 | PD                     | 20         | 1          | CR              | 1               | 0               | -                  | -                  | -                  | -           | -           | -           | 21     | 1      |
| 2018-2019              | Girona                 | PD                     | 31         | 2          | CR              | 3               | 0               | -                  | -                  | -                  | -           | -           | -           | 34     | 2      |
| 2019-2020              | R.E. Mouscron          | PL                     | 23         | 5          | CB              | 2               | 0               | -                  | -                  | -                  | -           | -           | -           | 25     | 5      |
| 2020-gen. 2021         | Dinamo Bucarest        | Liga I                 | 0          | 0          | CR              | 1               | 0               | -                  | -                  | -                  | -           | -           | -           | 1      | 0      |
| gen.-giu. 2021         | Eibar                  | PD                     | 11         | 0          | CR              | 0               | 0               | -                  | -                  | -                  | -           | -           | -           | 11     | 0      |
| 2021-2022              | Girona                 | SD                     | 42         | 0          | CR              | 3               | 1               | -                  | -                  | -                  | -           | -           | -           | 45     | 1      |
| 2022-2023              | Girona                 | PD                     | 30         | 1          | CR              | 2               | 0               | -                  | -                  | -                  | -           | -           | -           | 32     | 1      |
| 2023-2024              | Girona                 | PD                     | 37         | 3          | CR              | 3               | 0               | -                  | -                  | -                  | -           | -           | -           | 40     | 3      |
| Totale Girona          | Totale Girona          | Totale Girona          | 160        | 7          |                 | 12              | 1               |                    | 0                  | 0                  |             | 0           | 0           | 172    | 8      |
| 2024-2025              | Bayer Leverkusen       | BL                     | 19         | 2          | CG              | 2               | 1               | UCL                | 6                  | 1                  | SG          | 1           | 0           | 28     | 4      |
| Totale carriera        | Totale carriera        | Totale carriera        | 228        | 14         |                 | 22              | 3               |                    | 6                  | 1                  |             | 1           | 0           | 258    | 18     |

### Cronologia presenze e reti in nazionale
| Cronologia completa delle presenze e delle reti in nazionale ― Spagna | Cronologia completa delle presenze e delle reti in nazionale ― Spagna | Cronologia completa delle presenze e delle reti in nazionale ― Spagna | Cronologia completa delle presenze e delle reti in nazionale ― Spagna | Cronologia completa delle presenze e delle reti in nazionale ― Spagna | Cronologia completa delle presenze e delle reti in nazionale ― Spagna | Cronologia completa delle presenze e delle reti in nazionale ― Spagna | Cronologia completa delle presenze e delle reti in nazionale ― Spagna |
| Data                                                                  | Città                                                                 | In casa                                                               | Risultato                                                             | Ospiti                                                                | Competizione                                                          | Reti                                                                  | Note                                                                  |
| --------------------------------------------------------------------- | --------------------------------------------------------------------- | --------------------------------------------------------------------- | --------------------------------------------------------------------- | --------------------------------------------------------------------- | --------------------------------------------------------------------- | --------------------------------------------------------------------- | --------------------------------------------------------------------- |
| 16-11-2023                                                            | Limassol                                                              | Cipro                                                                 | 1 – 3                                                                 | Spagna                                                                | Qual. Euro 2024                                                       | -                                                                     | 46’                                                                   |
| 5-6-2024                                                              | Badajoz                                                               | Spagna                                                                | 5 – 0                                                                 | Andorra                                                               | Amichevole                                                            | -                                                                     | 67’                                                                   |
| 8-9-2024                                                              | Ginevra                                                               | Svizzera                                                              | 1 – 4                                                                 | Spagna                                                                | UEFA Nations League 2024-2025 - 1º turno                              | -                                                                     | 81’                                                                   |
| 15-10-2024                                                            | Cordova                                                               | Spagna                                                                | 3 – 0                                                                 | Serbia                                                                | UEFA Nations League 2024-2025 - 1º turno                              | -                                                                     | 82’                                                                   |
| 23-3-2025                                                             | Valencia                                                              | Spagna                                                                | 3 – 3 dts (5 – 4 dtr)                                                 | Paesi Bassi                                                           | UEFA Nations League 2024-2025 - Quarti di finale                      | -                                                                     | 106’                                                                  |
| Totale                                                                |                                                                       | Presenze                                                              | 5                                                                     |                                                                       | Reti                                                                  | 0                                                                     |                                                                       |

| Cronologia completa delle presenze e delle reti in nazionale ― Spagna under 21 | Cronologia completa delle presenze e delle reti in nazionale ― Spagna under 21 | Cronologia completa delle presenze e delle reti in nazionale ― Spagna under 21 | Cronologia completa delle presenze e delle reti in nazionale ― Spagna under 21 | Cronologia completa delle presenze e delle reti in nazionale ― Spagna under 21 | Cronologia completa delle presenze e delle reti in nazionale ― Spagna under 21 | Cronologia completa delle presenze e delle reti in nazionale ― Spagna under 21 | Cronologia completa delle presenze e delle reti in nazionale ― Spagna under 21 |
| Data                                                                           | Città                                                                          | In casa                                                                        | Risultato                                                                      | Ospiti                                                                         | Competizione                                                                   | Reti                                                                           | Note                                                                           |
| ------------------------------------------------------------------------------ | ------------------------------------------------------------------------------ | ------------------------------------------------------------------------------ | ------------------------------------------------------------------------------ | ------------------------------------------------------------------------------ | ------------------------------------------------------------------------------ | ------------------------------------------------------------------------------ | ------------------------------------------------------------------------------ |
| 27-3-2018                                                                      | Ponferrada                                                                     | Spagna under 21                                                                | 3 – 1                                                                          | Estonia under 21                                                               | Qual. Europeo Under-21 2019                                                    | -                                                                              |                                                                                |
| Totale                                                                         |                                                                                | Presenze                                                                       | 1                                                                              |                                                                                | Reti                                                                           | 0                                                                              |                                                                                |

## Palmarès

### Club

#### Competizioni nazionali
- Supercoppa di Germania: 1

Bayer Leverkusen: 2024